# مالائیتا
مالائیتا (به لاتین: Malaita) یک جزیره در جزایر سلیمان است که در اقیانوس آرام واقع شده‌است.

## خصوصیات
مالائیتا ۴٬۳۰۷ کیلومترمربع مساحت و ۱۳۰٬۹۰۹ نفر جمعیت دارد و ۱٬۴۳۵ متر بالاتر از سطح دریا واقع شده‌است.